# Zdzisław Suchodolski

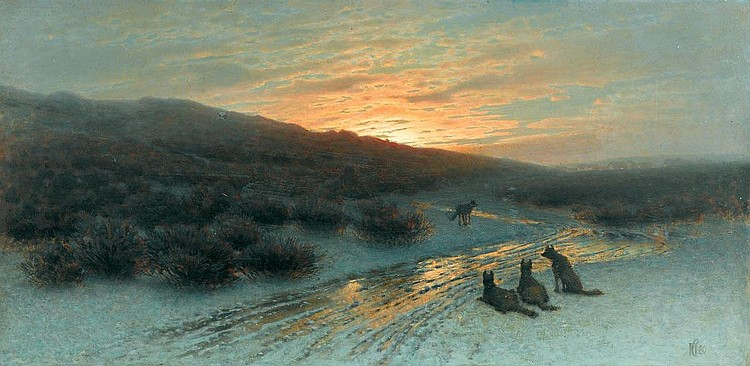
Paysage enneigé avec des loups au coucher du soleil, 1880

Zdzisław Aleksander Mamert Suchodolski (Rome, 11 mai 1835-Munich, 2 février 1908) est un peintre germano-polonais.

## Biographie
Son père est le peintre et militaire January Suchodolski.
Après ses études à Cracovie, il étudie à l'Académie des beaux-arts de Düsseldorf et à l'École de peinture de Düsseldorf.
Il travaille à Weimar et à partir de 1880, il habite à Munich.